# 都筑区
都筑区（つづきく）は、横浜市を構成する18区のひとつ。
港北NTセンターは横浜市における主要な生活拠点（旧:副都心）に指定されている
。

## 地理

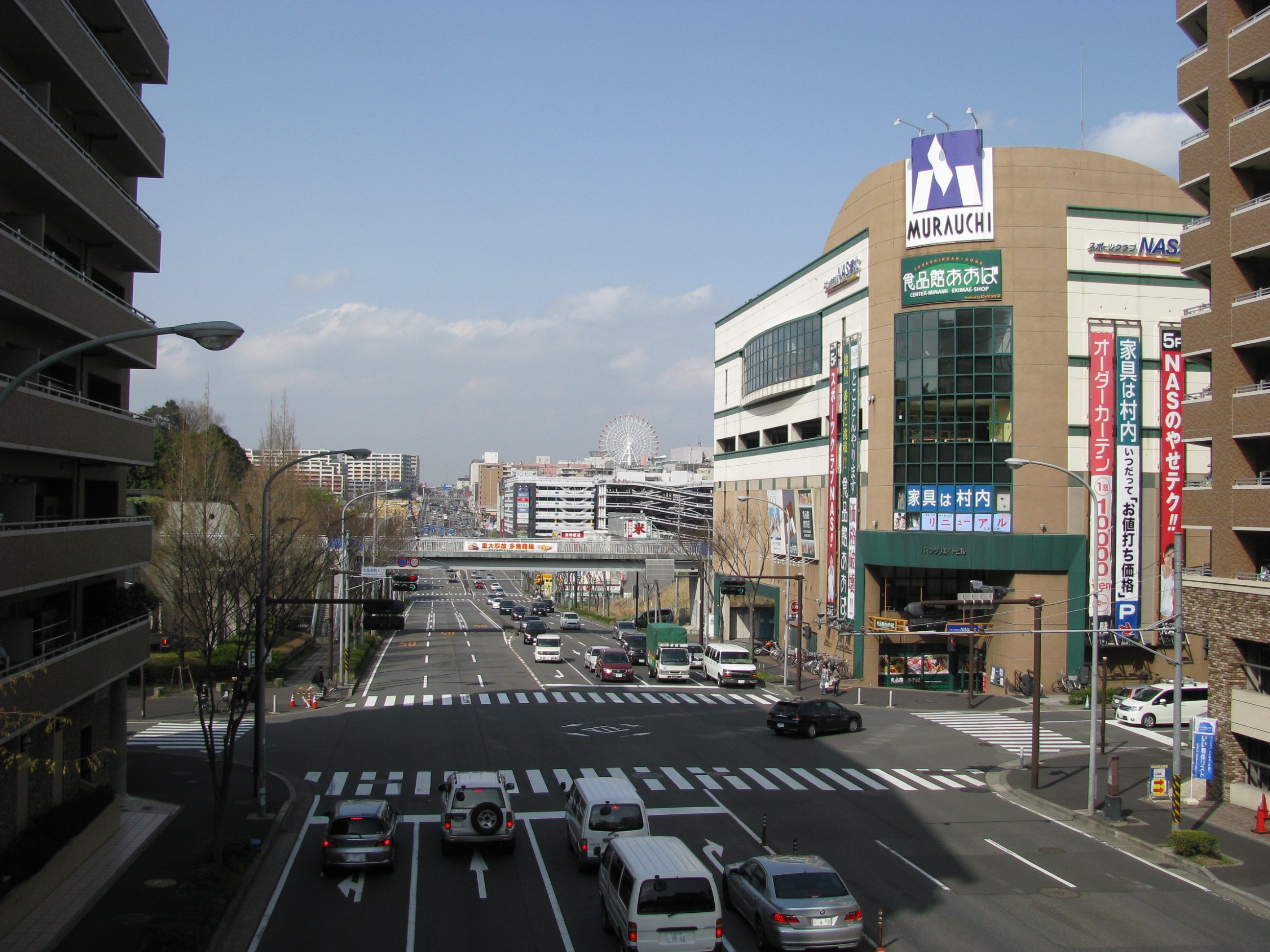
港北ニュータウン

港北NT（港北ニュータウン）センターを中心とする旧港北区の北西部（山田、中川、茅ヶ崎地区など）と旧緑区の北東部（川和、池辺、東方、荏田南、荏田東地区など）からなる。
南部の鶴見川沿いを除いて全域が丘陵地帯であり、起伏はなだらかだが高低差は大きい。東部を第三京浜道路、西部を国道246号、南部を鶴見川と首都高速神奈川7号横浜北西線に囲まれる形になっており、中央部を横浜市営地下鉄が通っている。
- 河川：早渕川、谷本川（鶴見川）

## 歴史

### 区名の由来
かつてこの地が都筑郡の一部であったことから、分区に際してこの地名が採用された。都筑郡各町村が横浜市に編入された際に、都筑郡は行政上消滅していたが、「都筑」という地名はここにおいて行政区名として復活したと言える。また、街作りが新しい「都を筑く」という区民の総意で進むことを願う意味も込められている。
|   | 名称     | 件数  |
| 1 | 光区     | 1,916 |
| 2 | 港京区   | 1,332 |
| 3 | 陽光区   | 916   |
| 4 | 北区     | 716   |
| 5 | 若葉区   | 711   |
| 6 | 平成区   | 699   |
| 7 | 富士見区 | 382   |
| 8 | 都筑区   | 340   |

上位はいずれも瑞祥地名であったが、かつて当地が属していた都筑郡という歴史的に由緒ある名前を残そう、という思いから現在の区名が選ばれた。
現在の都筑区川和町には旧都筑郡役場が置かれ、かつての都筑郡の中心地であった。なお、当時の都筑郡の範囲は現在の都筑区より大きく、現在の緑区・青葉区・旭区の全域、保土ケ谷区の西谷町・上星川町・川島町・東川島町・上菅田町・新井町・今井町、港北区の高田西一丁目-五丁目・高田東一丁目-四丁目・高田町・新吉田東一丁目-五丁目と八丁目・新吉田町・新羽町・北新横浜一-二丁目、および新吉田東六-七丁目と綱島東四丁目、大倉山の各一部、並びに川崎市麻生区の旧柿生村・旧岡上村の部分が含まれた。

### 沿革
- 1939年4月1日 都筑郡川和町・中川村・山内村が横浜市港北区に編入。
- 1969年10月1日 港北区から緑区が分区される。中川地区は緑区に、残りは港北区となる。
- 1994年11月6日 港北区、緑区の各一部地域により、青葉区とともに都筑区が発足。

## 人口
- 1995年　116,776[5]
- 2000年　155,092[5]
- 2005年　179,008[5]
- 2010年　201,271[5]
- 2015年　211,751[5]

## 町名
都筑区内では、港北ニュータウン区域内は原則として土地区画整理事業による地番整理と住居表示に関する法律に基づく住居表示を同時に実施している。町区域設定前の町名等欄で下線がある町名はその全部、それ以外はその一部である。
| 町名           | 町名読み           | 設置年月日     | 住居表示実施年月日 | 設置直前町名                                   | 備考           |  |
| -------------- | ------------------ | -------------- | ------------------ | ---------------------------------------------- | -------------- |  |
| あゆみが丘     | あゆみがおか       | 1999年10月25日 | 1999年10月25日     | 牛久保町、都筑区荏田町、中川町の各一部         |                |  |
| 池辺町         | いこのべちょう     | 1939年4月1日   |                    | 都筑郡川和町大字池辺                           | 住居表示未実施 |  |
| 牛久保一丁目   | うしくぼ           | 1992年10月19日 | 1992年10月19日     | 牛久保町、北山田町、南山田町の各一部           |                |  |
| 牛久保二丁目   | うしくぼ           | 1990年7月9日   | 1990年7月9日       | 牛久保町、すみれが丘の各一部                   |                |  |
| 牛久保三丁目   | うしくぼ           | 1991年11月11日 | 1991年11月11日     | 牛久保町の一部                                 |                |  |
| 牛久保町       | うしくぼちょう     | 1939年4月1日   |                    | 都筑郡中川村大字牛久保                         | 住居表示未実施 |  |
| 牛久保西一丁目 | うしくぼにし       | 1992年10月19日 | 1992年10月19日     | 牛久保町、南山田町の各一部                     |                |  |
| 牛久保西二丁目 | うしくぼにし       | 1989年11月27日 | 1989年11月27日     | 牛久保町、中川町の各一部                       |                |  |
| 牛久保西三丁目 | うしくぼにし       | 1991年11月11日 | 1991年11月11日     | 牛久保町の一部                                 |                |  |
| 牛久保西四丁目 | うしくぼにし       | 1989年11月27日 | 1989年11月27日     | 牛久保町、中川町の各一部                       |                |  |
| 牛久保東一丁目 | うしくぼひがし     | 1994年11月6日  | 1994年11月6日      | 牛久保町、大棚町、中川町の各一部               |                |  |
| 牛久保東二丁目 | うしくぼひがし     | 1994年11月6日  | 1994年11月6日      | 牛久保町、大棚町、南山田町の各一部             |                |  |
| 牛久保東三丁目 | うしくぼひがし     | 1995年10月16日 | 1995年10月16日     | 牛久保町の一部                                 |                |  |
| 荏田東一丁目   | えだひがし         | 1987年5月6日   | 1987年5月6日       | 池辺町、荏田町、港北区茅ケ崎町の各一部         |                |  |
| 荏田東二丁目   | えだひがし         | 1987年5月6日   | 1987年5月6日       | 池辺町、荏田町、港北区茅ケ崎町の各一部         |                |  |
| 荏田東三丁目   | えだひがし         | 1983年8月8日   | 1983年8月8日       | 荏田町の各一部                                 |                |  |
| 荏田東四丁目   | えだひがし         | 1987年5月6日   | 1987年5月6日       | 池辺町、荏田町、港北区茅ケ崎町の各一部         |                |  |
| 荏田東町       | えだひがしちょう   | 1994年11月6日  | 1994年11月6日      | 池辺町、荏田町、港北区茅ケ崎町の各一部         |                |  |
| 荏田南一丁目   | えだみなみ         | 1987年5月6日   | 1987年5月6日       | 池辺町、荏田町の各一部                         |                |  |
| 荏田南二丁目   | えだみなみ         | 1987年5月6日   | 1987年5月6日       | 池辺町、荏田町の各一部                         |                |  |
| 荏田南三丁目   | えだみなみ         | 1987年5月6日   | 1987年5月6日       | 荏田町の各一部                                 |                |  |
| 荏田南四丁目   | えだみなみ         | 1987年5月6日   | 1987年5月6日       | 荏田町の一部                                   |                |  |
| 荏田南五丁目   | えだみなみ         | 1987年5月6日   | 1987年5月6日       | 荏田町の各一部                                 |                |  |
| 荏田南町       | えだみなみちょう   | 1994年11月6日  | 1994年11月6日      | 池辺町、荏田町の各一部                         |                |  |
| 大熊町         | おおくまちょう     | 1939年4月1日   |                    | 都筑郡川和町大字大熊                           | 住居表示未実施 |  |
| 大棚町         | おおだなちょう     | 1939年4月1日   |                    | 都筑郡中川村大字大棚                           | 住居表示未実施 |  |
| 大棚西         | おおだなにし       | 1995年10月16日 | 1995年10月16日     | 牛久保町、大棚町、中川町の各一部               |                |  |
| 大丸           | おおまる           | 1987年5月6日   | 1987年5月6日       | 池辺町、荏田町、川和町の各一部                 |                |  |
| 折本町         | おりもとちょう     | 1939年4月1日   |                    | 都筑郡川和町大字折本                           | 住居表示未実施 |  |
| 加賀原一丁目   | かがはら           | 1989年11月27日 | 1989年11月27日     | 池辺町、川和町、佐江戸町の各一部               |                |  |
| 加賀原二丁目   | かがはら           | 1989年11月27日 | 1989年11月27日     | 川和町、佐江戸町の各一部                       |                |  |
| 勝田町         | かちだちょう       | 1939年4月1日   |                    | 都筑郡中川村大字勝田                           | 住居表示未実施 |  |
| 勝田南一丁目   | かちだみなみ       | 1989年2月27日  | 1989年2月27日      | 勝田町、新羽町の各一部                         |                |  |
| 勝田南二丁目   | かちだみなみ       | 1989年2月27日  | 1989年2月27日      | 勝田町、新吉田町、新羽町の各一部               |                |  |
| 川向町         | かわむこうちょう   | 1939年4月1日   |                    | 都筑郡川和町大字川向                           | 住居表示未実施 |  |
| 川和台         | かわわだい         | 1991年11月11日 | 1991年11月11日     | 川和町の一部                                   |                |  |
| 川和町         | かわわちょう       | 1939年4月1日   |                    | 都筑郡川和町大字川和                           | 住居表示未実施 |  |
| 北山田一丁目   | きたやまた         | 1994年11月6日  | 1994年11月6日      | 北山田町の一部                                 |                |  |
| 北山田二丁目   | きたやまた         | 1994年11月6日  | 1994年11月6日      | 北山田町、南山田町の各一部                     |                |  |
| 北山田三丁目   | きたやまた         | 1992年10月19日 | 1992年10月19日     | 北山田町、南山田町の各一部                     |                |  |
| 北山田四丁目   | きたやまた         | 1991年11月11日 | 1991年11月11日     | 牛久保町、北山田町、南山田町の各一部           |                |  |
| 北山田五丁目   | きたやまた         | 1991年11月11日 | 1991年11月11日     | 北山田町の一部                                 |                |  |
| 北山田六丁目   | きたやまた         | 1989年11月27日 | 1989年11月27日     | 北山田町、東山田町の各一部                     |                |  |
| 北山田七丁目   | きたやまた         | 1995年10月16日 | 1995年10月16日     | 北山田町、東山田町の各一部                     |                |  |
| 葛が谷         | くずがや           | 1986年2月10日  | 1986年2月10日      | 池辺町の一部                                   |                |  |
| 佐江戸町       | さえどちょう       | 1939年4月1日   |                    | 都筑郡川和町大字佐江戸                         | 住居表示未実施 |  |
| 桜並木         | さくらなみき       | 1989年2月27日  | 1989年2月27日      | 折本町、東方町の各一部                         |                |  |
| 新栄町         | しんえいちょう     | 1988年2月29日  | 1988年2月29日      | 新吉田町、新羽町の各一部                       |                |  |
| すみれが丘     | すみれがおか       | 1972年1月26日  |                    | 北山田町、牛久保町の各一部                     | 住居表示未実施 |  |
| 高山           | たかやま           | 1992年10月19日 | 1992年10月19日     | 池辺町、川和町の各一部                         |                |  |
| 茅ケ崎中央     | ちがさきちゅうおう | 1994年11月6日  | 1994年11月6日      | 荏田町の全部、茅ケ崎町の一部                   |                |  |
| 茅ケ崎町       | ちがさきちょう     | 1939年4月1日   |                    | 都筑郡中川村大字茅ケ崎                         | 住居表示未実施 |  |
| 茅ケ崎東一丁目 | ちがさきひがし     | 1995年10月16日 | 1995年10月16日     | 勝田町、茅ケ崎町の各一部                       |                |  |
| 茅ケ崎東二丁目 | ちがさきひがし     | 1991年11月11日 | 1991年11月11日     | 茅ケ崎町の一部                                 |                |  |
| 茅ケ崎東三丁目 | ちがさきひがし     | 1991年11月11日 | 1991年11月11日     | 茅ケ崎町の一部                                 |                |  |
| 茅ケ崎東四丁目 | ちがさきひがし     | 2004年10月18日 | 2004年10月18日     | 茅ケ崎町の一部                                 |                |  |
| 茅ケ崎東五丁目 | ちがさきひがし     | 2004年10月18日 | 2004年10月18日     | 茅ケ崎町の一部                                 |                |  |
| 茅ケ崎南一丁目 | ちがさきみなみ     | 1989年2月27日  | 1989年2月27日      | 勝田町、茅ケ崎町の各一部                       |                |  |
| 茅ケ崎南二丁目 | ちがさきみなみ     | 1991年11月11日 | 1991年11月11日     | 勝田町、茅ケ崎町、東方町の各一部               |                |  |
| 茅ケ崎南三丁目 | ちがさきみなみ     | 1987年5月6日   | 1987年5月6日       | 茅ケ崎町、東方町の各一部                       |                |  |
| 茅ケ崎南四丁目 | ちがさきみなみ     | 1987年5月6日   | 1987年5月6日       | 荏田町、茅ケ崎町、東方町の各一部               |                |  |
| 茅ケ崎南五丁目 | ちがさきみなみ     | 1987年5月6日   | 1987年5月6日       | 池辺町、荏田町、茅ケ崎町、東方町の各一部       |                |  |
| 中川一丁目     | なかがわ           | 1989年11月27日 | 1989年11月27日     | 牛久保町、中川町の各一部                       |                |  |
| 中川二丁目     | なかがわ           | 1989年11月27日 | 1989年11月27日     | 中川町の一部                                   |                |  |
| 中川三丁目     | なかがわ           | 1989年11月27日 | 1989年11月27日     | 中川町の一部                                   |                |  |
| 中川四丁目     | なかがわ           | 1989年11月27日 | 1989年11月27日     | 牛久保町、中川町の各一部                       |                |  |
| 中川五丁目     | なかがわ           | 1989年11月27日 | 1989年11月27日     | 中川町の一部                                   |                |  |
| 中川六丁目     | なかがわ           | 1995年10月16日 | 1995年10月16日     | 牛久保町、中川町の各一部                       |                |  |
| 中川七丁目     | なかがわ           | 1991年11月11日 | 1991年11月11日     | 中川町の一部                                   |                |  |
| 中川八丁目     | なかがわ           | 2004年10月18日 | 2004年10月18日     | 中川町の一部                                   |                |  |
| 中川中央一丁目 | なかがわちゅうおう | 1994年11月6日  | 1994年11月6日      | 牛久保町、中川町の各一部                       |                |  |
| 中川中央二丁目 | なかがわちゅうおう | 2004年10月18日 | 2004年10月18日     | 大棚町、茅ケ崎町、中川町の各一部               |                |  |
| 長坂           | ながさか           | 1991年11月11日 | 1991年11月11日     | 池辺町、東方町の各一部                         |                |  |
| 仲町台一丁目   | なかまちだい       | 1992年10月19日 | 1992年10月19日     | 緑区新羽町の全部、大熊町の一部                 |                |  |
| 仲町台二丁目   | なかまちだい       | 1987年5月6日   | 1987年5月6日       | 大熊町、新羽町の各一部                         |                |  |
| 仲町台三丁目   | なかまちだい       | 1987年5月6日   | 1987年5月6日       | 大熊町、新羽町の各一部                         |                |  |
| 仲町台四丁目   | なかまちだい       | 1989年2月27日  | 1989年2月27日      | 大熊町、折本町の各一部                         |                |  |
| 仲町台五丁目   | なかまちだい       | 1989年11月27日 | 1989年11月27日     | 大熊町、折本町、勝田町、新羽町、東方町の各一部 |                |  |
| 二の丸         | にのまる           | 1989年11月27日 | 1989年11月27日     | 池辺町、川和町の各一部                         |                |  |
| 早渕一丁目     | はやぶち           | 1994年11月6日  | 1994年11月6日      | 勝田町、新吉田町の各一部                       |                |  |
| 早渕二丁目     | はやぶち           | 1994年11月6日  | 1994年11月6日      | 大棚町、勝田町、新吉田町、南山田町の各一部     |                |  |
| 早渕三丁目     | はやぶち           | 1994年11月6日  | 1994年11月6日      | 新吉田町、南山田町の各一部                     |                |  |
| 東方町         | ひがしかたちょう   | 1939年4月1日   |                    | 都筑郡川和町大字東方                           | 住居表示未実施 |  |
| 東山田一丁目   | ひがしやまた       | 1994年11月6日  | 1994年11月6日      | 北山田町、東山田町の各一部                     |                |  |
| 東山田二丁目   | ひがしやまた       | 1994年11月6日  | 1994年11月6日      | 北山田町、東山田町の各一部                     |                |  |
| 東山田三丁目   | ひがしやまた       | 1991年11月11日 | 1991年11月11日     | 北山田町、東山田町、南山田町の各一部           |                |  |
| 東山田四丁目   | ひがしやまた       | 1989年11月27日 | 1991年11月11日     | 東山田町の一部                                 |                |  |
| 東山田町       | ひがしやまたちょう | 1939年4月1日   |                    | 都筑郡中川村大字山田                           | 住居表示未実施 |  |
| 平台           | ひらだい           | 1984年11月5日  | 1984年11月5日      | 池辺町、東方町の各一部                         |                |  |
| 富士見が丘     | ふじみがおか       | 1986年2月10日  | 1986年2月10日      | 池辺町、川和町の各一部                         |                |  |
| 南山田一丁目   | みなみやまた       | 1992年10月19日 | 1992年10月19日     | 牛久保町、北山田町、南山田町の各一部           |                |  |
| 南山田二丁目   | みなみやまた       | 1994年11月6日  | 1994年11月6日      | 北山田町、南山田町の各一部                     |                |  |
| 南山田三丁目   | みなみやまた       | 1992年10月19日 | 1992年10月19日     | 北山田町、東山田町、南山田町の各一部           |                |  |
| 南山田町       | みなみやまたちょう | 1939年4月1日   | 1939年4月1日       | 都筑郡中川村大字山田                           |                |  |
| 見花山         | みはなやま         | 1987年8月8日   | 1987年8月8日       | 池辺町、川和町の各一部                         |                |  |

## 行政

### 都筑区長
| 氏名        | 在任期間                     | 備考                                                      |
| ----------- | ---------------------------- | --------------------------------------------------------- |
| 吉田哲夫    | 2009年4月1日 - 2011年4月30日 |                                                           |
| 中村香織    | 2011年5月1日 - 2015年3月31日 | 東日本大震災の影響で例年よりも1ヶ月遅れでの就任となった。 |
| 畑澤健一    | 2015年4月1日 - 2018年3月31日 |                                                           |
| 中野創      | 2018年4月1日 - 2021年3月31日 |                                                           |
| 佐藤友也    | 2021年4月1日 - 2023年3月31日 |                                                           |
| 佐々田 賢一 | 2023年4月1日                 |                                                           |

### 公共機関
- 都筑警察署
- 都筑郵便局

## 経済

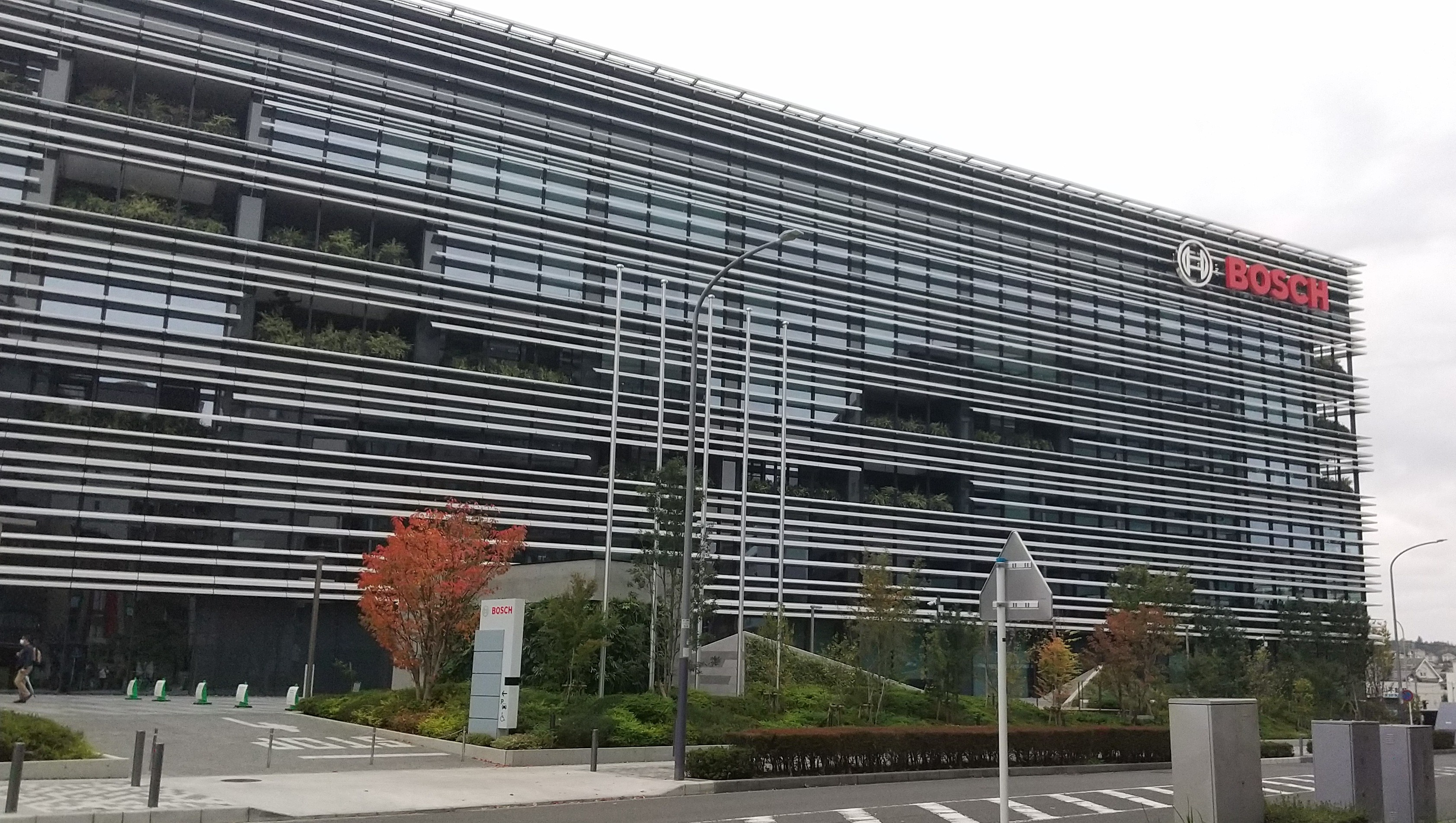
ボッシュ
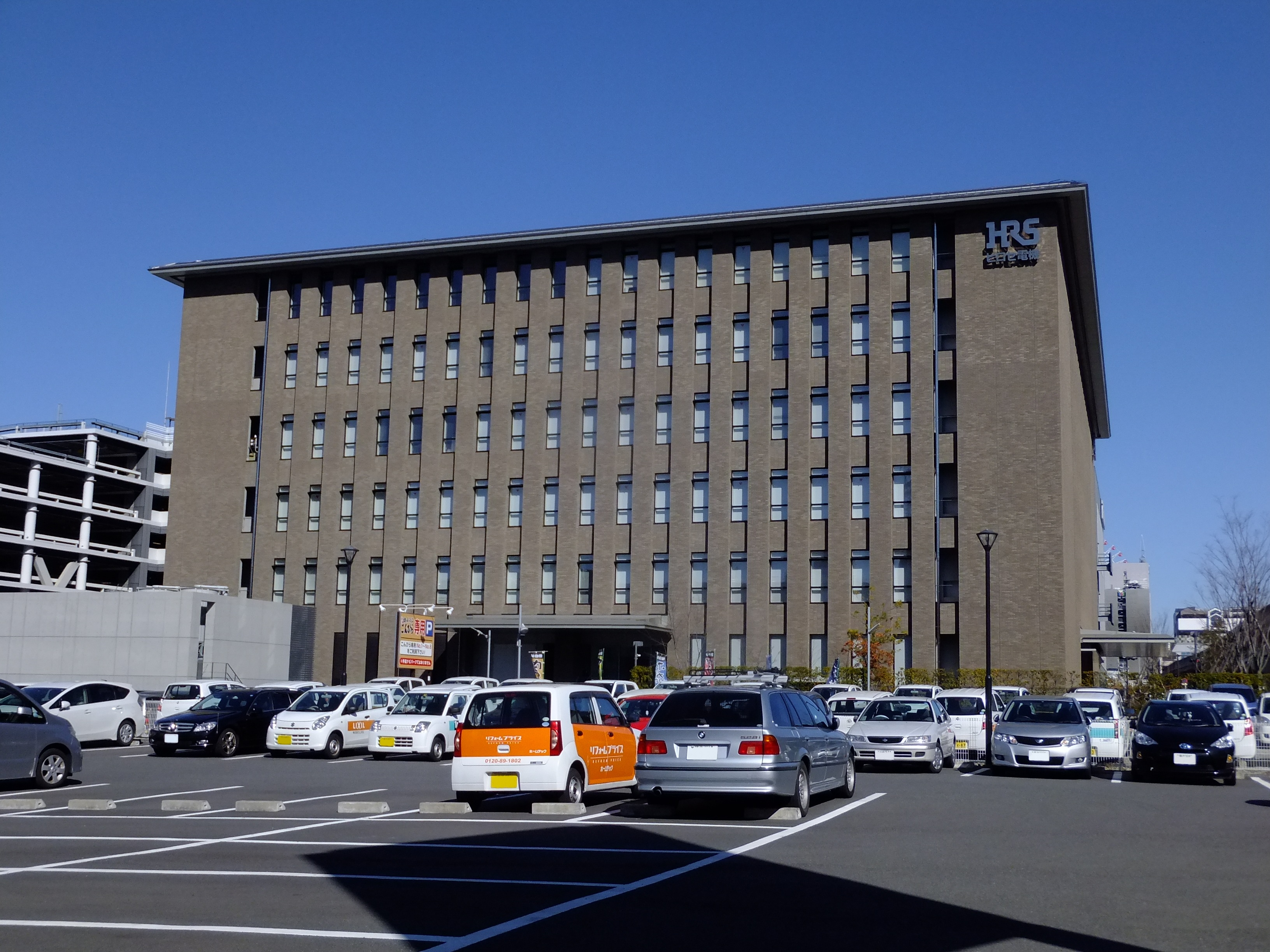
ヒロセ電機横浜センター
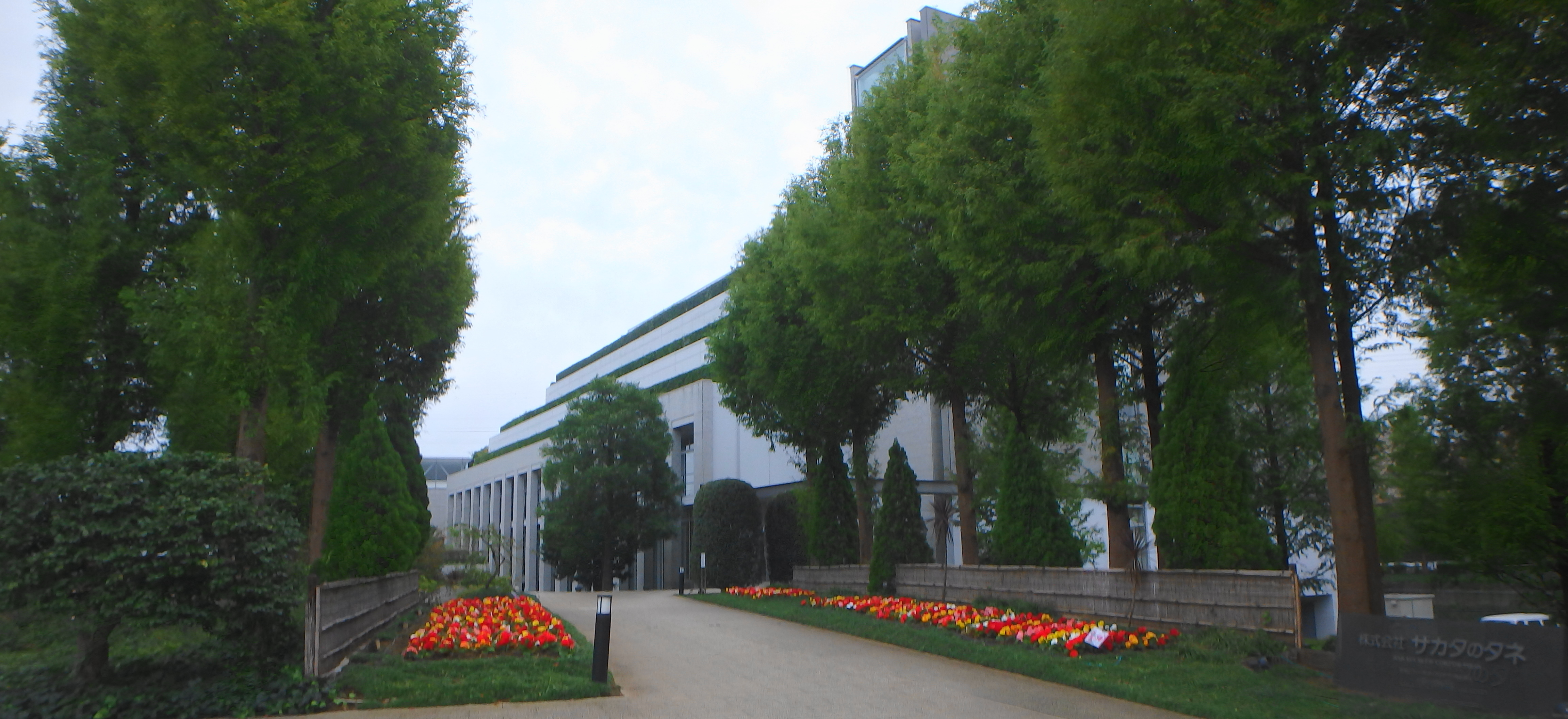
サカタのタネ

本社が所在する主な企業
- AOKIホールディングス
- 大川原化工機
- 菊水電子工業
- サードプラネット
- サカタのタネ
- スリーハイ
- 図研
- シュマルツ
- ソディック
- 日本アビオニクス
- 日本ヒルティ
- パナソニック オートモーティブシステムズ
- ヒロセ電機
- ボッシュ
- ホリ

工場・事業所が所在する主な企業
- 亀屋万年堂
- 崎陽軒
- 人力引越社関東第一支社
- 大日本印刷
- パナソニック
- 山崎製パン

（※アイウエオ順）

### 産業
港北ニュータウン開発前から農業が盛んであるが、現在は駅前や幹線道路沿いに大規模商業施設が立ち並んでいる。農家数では市内18区中最大である。
工業
- 南部の鶴見川沿いは古くからの工業地帯となっており、特に池辺町は大規模工場だけでなく中小企業の工場が立ち並んでいる。また港北ニュータウンの開発と共に、企業の本社や研究所も多く所在するようになった。

商業
- 開発による人口の急増により、大規模ショッピングセンターの進出が目覚ましい。主な施設は港北ニュータウンの項目を参照のこと。さらに最近はニュータウン中心部だけでなく、工業地域にあたる池辺町にもららぽーと横浜が進出している。

農業
- 古くは池辺町、牛久保町、大熊町、大棚町、折本町、勝田町、川向町、茅ヶ崎町、中川町、東方町、（東・南・北）山田町など、雑木林や谷戸に囲まれた横浜の農村地帯で農業が生活の基盤であった。
- 戦後、港北ニュータウンの中に農業を引き続き営むための「農業専用地区」が整備され、現在も東方農業専用地区などを中心に「横浜ブランド農産物」として、ホウレンソウやコマツナなど軟弱野菜の生産が意欲的に取り組まれている。なお、横浜市は全国でも有数のコマツナの出荷量を誇る。
- 戦前の川和町では菊が江戸時代から栽培され、「川和の菊」として有名であり、皇族や著名人などに親しまれた。

金融
- 区内には都市銀行（みずほ銀行、三菱UFJ銀行、三井住友銀行、りそな銀行）があり、地方銀行では指定金融機関である横浜銀行と静岡銀行がある。第二地方銀行は、神奈川銀行があり、信用金庫は、横浜信用金庫、芝信用金庫、川崎信用金庫、城南信用金庫がある。農協は横浜農業協同組合がある。信用組合はない。

## 地域

### 健康
- 平均年齢：43.8歳（2023年9月30日現在）[6]
  - 平均年齢は、横浜市各区の中で最も若い。（横浜市の平均は46.9歳）

#### 主な医療機関
- 昭和医科大学横浜市北部病院

### 大規模マンション
- 港北センタープレイス
- 港北ガーデンヒルズ
- フォレストパーク四季彩の丘
- 港北センターヒルズレジデンス
- 港北ファミールハイツ
- シティテラス横濱仲町台
- ヴェレーナ港北ニュータウン
- 港北パークヒルズ
- 港北ニュータウンパークサイドハイツ
- ヴィスタシア港北の丘
- ザ・センターハウス
- ライオンズ港北ニュータウンローレルコート
- エステスクエアふれあいの丘
- グレーシアパーク仲町台
- シティテラス横浜つづきの丘
- 港北ファミールガーデン
- ライブタウン中山
- 仲町台パークヒルズ
- クリオ鴨居
- ライブタウンセンター南エセンス
- 大倉山サンハイツ
- ダイアパレスつづきの丘
- フォーチュンスクエア都筑中山
- 港北ニュータウンイオ
- 港北ガーデンホームズ
- 大倉山陽光ハイツ
- クレストヒルズ
- ニューライフマンション大倉山
- 港北ニュータウンパークサイドハイツ
- 港北ニュータウンレフリアパークアネシスイーストコート
- アールブラン横浜仲町台
- エステガーデンセンター北サウススクエア
- エステガーデンセンター北ウエストスクエア
- タンタタウン
- ヒルズアスパイア
- ライオンズステーションプラザセンター南
- プロムナード仲町台
- シーアイマンション港北中川
- ライオンズ港北ニュータウンフォレストフォート
- エステスクエアセンター北イーストウイング
- ミオカステーロ港北イルビアーレ
- ライオンズプラザ港北ニュータウン
- 港北ニュータウンイオ
- サントゥール中川

### 住宅団地
- 市営住宅つづきが丘
- 港北ニュータウンけやきが丘
- 港北ニュータウンみずきが丘
- メゾン桜が丘
- メゾンふじのき台
- かしの木台ハイツ
- コンフォール東山田
- ヒルトップコート
- シンフォニックヒルズ
- グランシャリオ都筑A（牛久保一丁目14番21号  県営借上公共賃貸住宅）
- グランシャリオ都筑B（牛久保一丁目14番15号  県営借上公共賃貸住宅）
- UR ボナージュ横浜（プロムナード仲町台, 仲町台五丁目, 旧住宅・都市整備公団、シニア住宅、1994年－1996年）
- 勝田団地（横浜市市営住宅）
- 川和団地（横浜市市営住宅）
- 中銀ライフケア横浜港北

## 教育

### 大学
- 東京都市大学（旧武蔵工業大学）横浜キャンパス
- ビューティ&ウェルネス専門職大学

### 高等学校
公立
- 神奈川県立川和高等学校
- 神奈川県立荏田高等学校
- 神奈川県立新栄高等学校

私立
- サレジオ学院高等学校（※中高併設）
- 中央大学附属横浜高等学校（※中高併設）
- 鹿島学園高等学校横浜港北キャンパス

### 中学校
公立
- 横浜市立中川中学校
- 横浜市立中川西中学校
- 横浜市立茅ケ崎中学校
- 横浜市立荏田南中学校
- 横浜市立都田中学校
- 横浜市立川和中学校
- 横浜市立東山田中学校
- 横浜市立早渕中学校

私立
- サレジオ学院中学校（※中高併設）
- 中央大学附属横浜中学校（※中高併設）

### 小学校
公立
- 横浜市立山田小学校
- 横浜市立北山田小学校
- 横浜市立南山田小学校
- 横浜市立東山田小学校
- 横浜市立すみれが丘小学校
- 横浜市立勝田小学校
- 横浜市立中川小学校
- 横浜市立中川西小学校
- 横浜市立茅ヶ崎小学校
- 横浜市立茅ヶ崎東小学校
- 横浜市立茅ケ崎台小学校
- 横浜市立牛久保小学校
- 横浜市立荏田小学校
- 横浜市立荏田東第一小学校
- 横浜市立荏田南小学校
- 横浜市立都田小学校
- 横浜市立都田西小学校
- 横浜市立川和小学校
- 横浜市立川和東小学校
- 横浜市立折本小学校
- 横浜市立都筑小学校
- 横浜市立つづきの丘小学校

### 外国人学校
財団法人立
- 東京・横浜独逸学園

## 交通

### 鉄道
横浜市営地下鉄
 ブルーライン
- - 仲町台駅 - センター南駅 - センター北駅 - 中川駅 -

 グリーンライン
- - 川和町駅 - 都筑ふれあいの丘駅 - センター南駅 - センター北駅 - 北山田駅 - 東山田駅 -

### バス
- 横浜市営バス
- 東急バス
  - 東山田営業所
- 川崎市バス（高田町停留所のみ）

以前は、神奈川中央交通も乗り入れていたが、2024年の中50系統の廃止により、当区への乗り入れがなくなった。

### 道路
首都高速道路
- K7 神奈川7号横浜北線・神奈川7号横浜北西線：- 横浜港北出入口/横浜港北ジャンクション -

一般有料道路
- 第三京浜道路（国道466号）：- 港北インターチェンジ/横浜港北ジャンクション -

都筑インターチェンジ、都筑パーキングエリアは港北区に所在する。
一般国道
- 国道246号（北西部区界）

主要地方道
- 神奈川県道12号横浜上麻生線
- 神奈川県道13号横浜生田線
- 神奈川県道45号丸子中山茅ヶ崎線

一般県道
- 神奈川県道102号荏田綱島線（全区間が都市計画道路日吉元石川線と重複）
- 神奈川県道・東京都道140号川崎町田線

主な市道（都市計画道路）
- 横浜市道新横浜元石川線
- 横浜市道中山北山田線
- 横浜市道佐江戸北山田線
- 横浜市道鴨居上飯田線

## 名所・旧跡・観光スポット・祭事・催事
- 茅ヶ崎城址公園
  - 茅ヶ崎城跡
- 大塚・歳勝土遺跡公園
  - 大塚・歳勝土遺跡
  - 都筑民家園
  - 旧長沢家住宅主屋及び馬屋
- 横浜市歴史博物館
- 都筑プール
- 横浜国際プール
- 都筑中央公園
- 川和富士公園
  - 川和富士
- 山田富士公園
  - 山田富士
- ららぽーと横浜

## 出身・関連著名人

### 出身者
- 浅野崇史 - バスケットボール・3x3選手（3x3.EXE PREMIER・TOKYO VERDY.EXE所属）
- 板山祐太郎 - プロ野球選手（中日ドラゴンズ所属）
- 中村礼子 - 競泳選手（アテネオリンピック 200m背泳ぎ銅メダリスト）
- 石川達也 - プロ野球選手（読売ジャイアンツ所属）
- 小川航基 - プロサッカー選手（オランダエールディヴィジ・NECナイメヘン所属）
- なつぽい - 女子プロレスラー (スターダム所属)

### ゆかりのある人物
- 中川一史 - 現放送大学教授[8]。1991年から数年間、区内にある中川西小学校の教諭を務め、当時としては先進的なICT教育のフィールドワーク（教育工学）を行っていた[9][10]。

## 都筑区を舞台とする作品
小説
- ようこそ、わが家へ - 池井戸潤によるサスペンス小説。主人公の自宅が鴨池公園に隣接している設定。

テレビドラマ
- 流星ワゴン - 重松清の小説を映像化。主人公・永田一雄の自宅住所が横浜市都筑区牛田（架空の町名）。
- 逃げるは恥だが役に立つ - 海野つなみの漫画作品を実写ドラマ化。主人公の森山みくりの転居前の実家が横浜市都筑区黒沢5-5-6の設定（架空の町名）。
- 恋の奇跡 - 主人公・塚本妙子と幼馴染み、甲斐政人の実家の所在地。横浜市都筑区牛久保となっている。

## 区の歌
都筑区の歌「夢のつづき」（作詞・作曲：広井顕真）